# Euphyia transversata
Euphyia transversata là một loài bướm đêm trong họ Geometridae.